# Авдон, сын Гиллела
Авдо́н, сын Гиллела (др.-евр. עבדון בן הלל‬, Авдон бен Гилель), также Авдо́н Пирафонянин — библейский персонаж, один из судей израилевых, сын Хилелю из Пиратона; судил народ восемь лет, известен многочисленным потомством (Суд. 12:13—15).

## Подробнее
Родом из Пиратона (Пирафона). Как и его предшественники — Есевон (Ивцан) и Елон Завулонянин — воевал против аммонитян, вторгавшихся из-за Иордана.
Был богат: его сорок сыновей и тридцать внуков имели собственных ослов. Был погребён на горе Амаликовой в земле Ефремовой.